# Neunkirchen (Neunkirchen-Seelscheid)

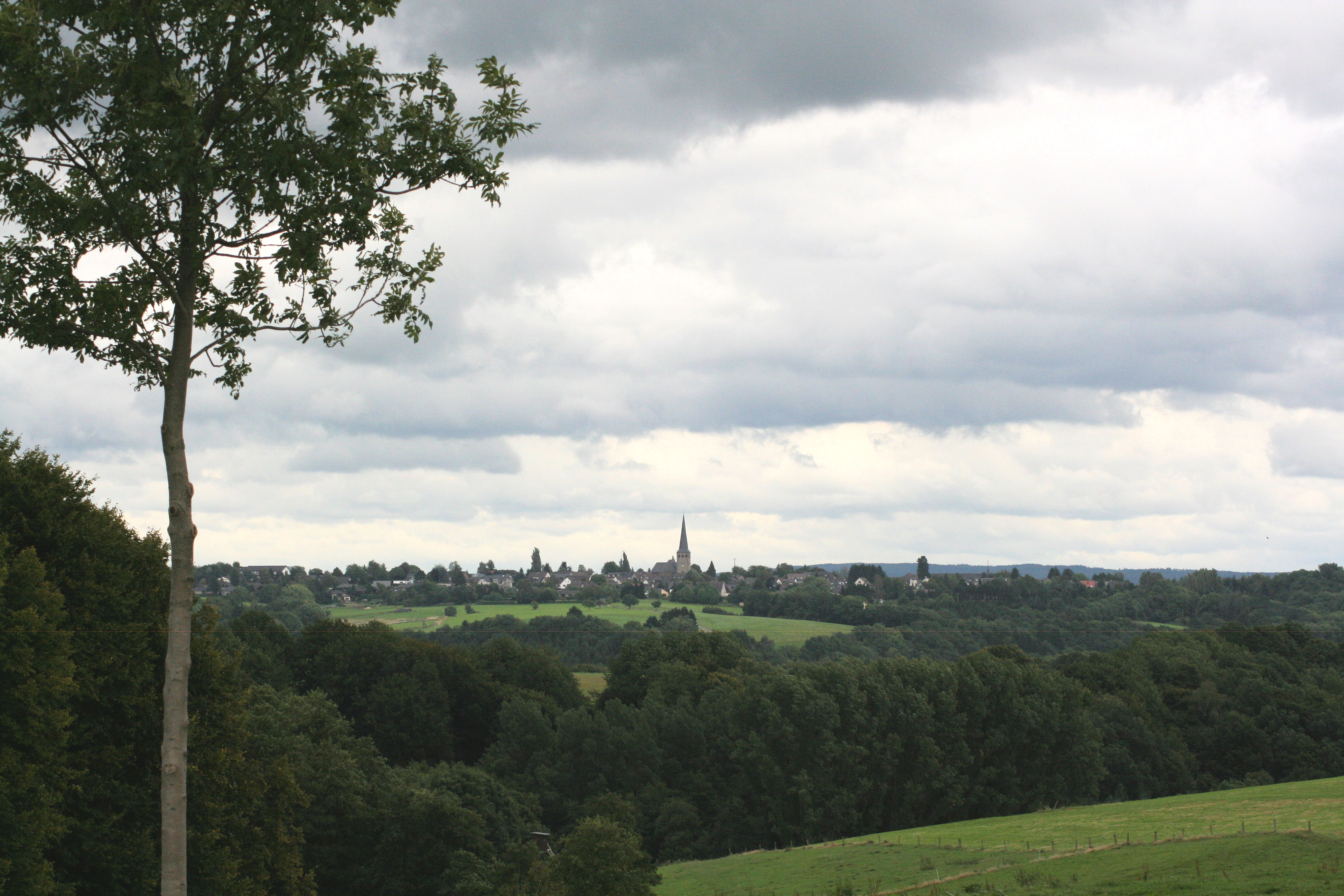
Neunkirchen aus Richtung Birk

Neunkirchen (ⓘ) ist ein Ortsteil und zudem der Hauptort der Gemeinde Neunkirchen-Seelscheid im nordrhein-westfälischen Rhein-Sieg-Kreis und war bis zur kommunalen Neugliederung 1969 eine eigenständige Gemeinde. 

## Einwohner
1830 hatte Neunkirchen 361 Einwohner. 1845 hatte der Ort 341 katholische Einwohner in 66 Häusern. 1901 hatte der Ort 380 Einwohner.

## Gemeinde Neunkirchen
1885 hatte die Gemeinde 3338 ha Fläche, davon 1768 Ackerland, 292 Wiesen und 1011 Wald. Die Gemeinde hatte 53 Wohnstätten mit 698 Wohngebäuden (einschließlich unbewohnter) und 636 Haushalten. Von den 2973 Einwohnern waren 1504 männlich und 1469 weiblich. Neben 2857 Katholiken gab es 114 Bürger evangelischen Glaubens und zwei jüdischen Glaubens.
Die zugehörigen Ortsteile waren außer Neunkirchen selbst Balensiefen, Birken, Birkenfeld, Brackemich, Bruchhausen, Busch, Dahlerhof, Eischeid, Flögerhof, Großscheid, Hardt, Hasenbach, Heister, Herkenrath, Herkenrathermühle, Hermerath, Herrenwiesermühle, Hillenbach, Hochhausen, Höfferhof, Hohn, Hülscheid, Ingersaueler Mühle, Kaul, Kleinscheid, Köbach, Krawinkel, Lüttersmühle, Mitteldorf, Neuenhaus, Niederhorbach, Niederwennerscheid, Oberdorf, Oberhorbach, Oberwennerscheid, Ohlert, Ohmerath, Pinn, Pixhof, Pohlhausen, Remschoß, Renzert, Schönau, Schöneshof, Schönfeld, Söntgerath, Straßen, Unterste Zeit, Wahn, Wende, Wiescheid und Wolperath.
Am 1. August 1969 wurde die Gemeinde mit der Nachbargemeinde Seelscheid zur neuen Gemeinde Neunkirchen-Seelscheid zusammengeschlossen.

## Infrastruktur
In der Gemeinde gab es 1910 die Schulen in Neunkirchen, Birkenfeld, Eischeid, Pohlhausen und Schönau. Zudem gab es eine höhere Knabenschule im Konvikt Neunkirchen. Außer dem Ortsvorsteher gab es einen Polizeibeamten, einen Arzt und zwei Hebammen. An Vereinen gab es einen kameradschaftlichen Verein, den Gesangsverein Söntgerath, den Turnverein Germania aus Wiescheid, den Darlehenskassenverein, den Rindvieh-Versicherungsverein und den Verein zur Wahrung und Förderung gemeinnütziger Interessen.
Neben dem Rathaus der neuen Gemeinde befinden sich in Neunkirchen die katholische Pfarrkirche St. Margareta und eine evangelische Kirche, das 1899 gegründete Antoniuskolleg, die Clara-Schumann-Realschule und die Gemeinschaftshauptschule Neunkirchen-Seelscheid.
In Neunkirchen gab es bis Ende der 1970er-Jahre ein Krankenhaus, anfangs in einem Fachwerkhaus im Zentrum, danach in einem neu errichteten größeren Gebäude am südlichen Ortsrand. Danach diente es lange als Altenheim und wird nun für Wohn- und Gewerbeflächen genutzt.
Zwei Industriegebiete liegen im Ortsgebiet. Im nördlicheren Industriegebiet Ohlenhohn sind zahlreiche kleine und mittelständische Betriebe angesiedelt, unter anderem das Elektronik-Unternehmen Tyco International.
Auf dem Industriegelände im Süden gab es ein Werk des Kosmetikkonzerns Avon, später eine Produktion des Getränkehersteller Eckes und danach von der Firma Eschbach Keramik. Heute ist eine weitere und für den Ort sinnvolle Nutzung des teilweise brach liegenden Geländes in der Diskussion.

## In Neunkirchen geborene Personen
- Wilhelm Herchenbach, Schriftsteller (* 13. November 1818 in Neunkirchen; † 14. Dezember 1889 in Düsseldorf)